# 拉桑西
拉桑西是巴西米纳斯吉拉斯州的一个市镇。总面积3213.578平方公里，总人口6458人，人口密度2人/平方公里。